# Марвинци
Марвинци (мкд. Марвинци) су насеље у Северној Македонији, у јужном делу државе. Марвинци су насеље у оквиру општине Валандово.
Марвинци имају велики значај за српску заједницу у Северној Македонији, пошто Срби чине већину у насељу.

## Географија
Марвинци су смештени у јужном делу Северне Македоније. Од најближег града, Валандова, село је удаљено 8 km југозападно.
Село Марвинци се налази у историјској области Бојмија. Село је положено у долини Вардара, на приближно 70 метара надморске висине. Околина насеља је на равничарска и плодно пољопривредно подручје, 
Месна клима је измењена континентална са значајним утицајем Егејског мора (жарка лета).

## Становништво
Марвинци су према последњем попису из 2021. године имали 437 становника.
Претежна вероисповест месног становништва је православље.
| Национални састав према попису из 2021.‍ | Национални састав према попису из 2021.‍ | Национални састав према попису из 2021.‍ | Национални састав према попису из 2021.‍ | Национални састав према попису из 2021.‍ |
| --------------------------------------- | --------------------------------------- | --------------------------------------- | --------------------------------------- | --------------------------------------- |
|                                         |                                         |                                         |                                         |                                         |
| Срби                                    | Срби                                    |                                         | 215                                     | 49,2%                                   |
| Македонци                               | Македонци                               |                                         | 196                                     | 44,8%                                   |